# Billete de cincuenta mil pesos colombianos
Los billetes de 50 000 pesos colombianos ($ 50 000) son una de las denominaciones del papel moneda que circulan actualmente en Colombia. Las diferentes ediciones emitidas rindieron homenaje al escritor y poeta colombiano Jorge Isaacs y al Premio Nobel de literatura Gabriel García Márquez ambos billetes se encuentran actualmente en circulación.

## Ediciones

### Primera edición
La Imprenta de Billetes del Banco de la República de Colombia, inaugurada oficialmente el 23 de octubre de 1959, diseñó los billetes de 50 000 pesos con ayuda de la compañía inglesa Thomas De La Rue en 2000. A diferencia de los anteriores billetes, presenta un formato vertical, y fue diseñado por el artista payanés Óscar Muñoz.
En la parte frontal del papel moneda, se aprecia el rostro del escritor y poeta Jorge Isaacs, con el fondo de un paisaje de Valle del Cauca atravesado por el río Cauca. La figura de la heroína de su novela «María», también está representada. Dicha imagen se inspiró en un monumento público creado por el escultor Luis A. Parera. Por otra parte, el número "50" está escrito en Braille para el uso de personas invidentes o con deficiencias visuales.
En el reverso, aparece la Hacienda El Paraíso, ubicada en el municipio de El Cerrito, en donde el escritor pasó su adolescencia. También destacan un árbol de samán o tamarindo y dos palmeras al fondo. También se incluye un fragmento de la novela María, en donde Jorge Isaacs describe el ambiente de una noche en el departamento de Valle del Cauca:

Una tarde, tarde como las de mi país, engalanada con nubes de color violeta y lampos de oro pálido, bella como María, bella y transitoria como fue ésta para mí, ella, mi hermana y yo, sentados sobre la ancha piedra de la pendiente, desde donde veíamos a la derecha en la honda vega rodar las corrientes bulliciosas del río, y teniendo a nuestros pies el valle majestuoso y callado, leía yo el episodio de Atala, y las dos, admirables en su inmovilidad y abandono...
Jorge Isaacs

| Emisión                | Imágenes | Imágenes | Dimensiones | Color | Color         | Descripción                                    | Descripción                                           |
| Emisión                | Anverso  | Reverso  | Dimensiones | Color | Color         | Anverso                                        | Reverso                                               |
| ---------------------- | -------- | -------- | ----------- | ----- | ------------- | ---------------------------------------------- | ----------------------------------------------------- |
| 1 de diciembre de 2000 |          |          | 140 × 70 mm |       | Azul y blanco | Jorge Isaacs y la heroína de su novela «María» | Hacienda «El Paraíso» y extracto de la novela «María» |

La primera edición de los billetes de 50 000 pesos colombianos tienen las siguientes medidas de seguridad:
- Dos hilos de seguridad, el primero opaco que se muestra como una banda oscura, mientras que en el segundo, permite ver el texto «50 MIL PESOS COLOMBIA» al trasluz.
- Marca de agua con el rostro de Jorge Isaacs y el texto "50 MIL".
- Impresiones en relieve, tanto en el frente como en la parte posterior del billete
- Fibrillas de color naranja y amarillo visibles únicamente a través de la luz ultravioleta
- Denominación (50) hecha en tinta que cambia de color del oro al verde cuando se inclina el billete.
- Microimpresión que muestra repetidamente la leyenda «BANCO DE LA REPÚBLICA COLOMBIA» en el anverso.
- «Registro Perfecto» consistente en un libro, el cual visto al trasluz coincide perfectamente con otro libro impreso en el reverso.

### Segunda edición
La segunda edición del billete de cincuenta mil pesos colombianos, lleva en el anverso la imagen del rostro del premio Nobel de literatura Gabriel García Márquez en 1982, y otra de cuerpo entero en la que libera las mariposas amarillas de su obra «Cien años de soledad», un caracol burgajo y un colibrí picando una flor. En el reverso, se plasma una escena en Ciudad Perdida donde se puede ver a dos indígenas de la comunidad Tairona, que habitan la Sierra Nevada de Santa Marta. En el anverso también se encuentra un fragmento del discurso «La soledad de América Latina» con el que Gabriel García Márquez recibió el premio Nobel.
| Emisión              | Imágenes | Imágenes | Dimensiones | Color | Color   | Descripción            | Descripción                         |
| Emisión              | Anverso  | Reverso  | Dimensiones | Color | Color   | Anverso                | Reverso                             |
| -------------------- | -------- | -------- | ----------- | ----- | ------- | ---------------------- | ----------------------------------- |
| 19 de agosto de 2016 |          |          | 148 × 66 mm |       | Violeta | Gabriel García Márquez | Ciudad Perdida de la Sierra Nevada. |

Los billetes de 50 000 pesos colombianos tienen las siguientes medidas de seguridad:
- En el anverso, el colibrí picando una flor cambia de color verde a azul y el círculo de color verde intenso presenta movimiento.
- A la luz ultravioleta, se muestran trazos fluorescentes en todo el billete.
- Las imágenes coincidentes del texto «BRC» y de un caracol burgajo, impresos parcialmente en cada costado del billete.
- Al lado izquierdo del anverso se descubre al trasluz el rostro del nobel de literatura Gabriel García Márquez, con efecto tridimensional, y el número «50».
- Zonas en alto relieve ubicadas en el rostro del Nobel de literatura, los textos de «Banco de la República», las firmas de los gerentes y la denominación del billete en braille.
- Al lado izquierdo del rostro, en la franja de color azul, al observar el billete en posición casi horizontal desde la esquina inferior derecha a la altura de los ojos, se visualiza el texto «BRC»
- Al girar el billete, la parte central de la cinta de seguridad cambia de color cobre a verde.

## Emisión
El Banco de la República ha emitido en total 3456,70 millones de billetes de 50 000 pesos colombianos entre 2000 y 2019.
| 2000  | 2001  | 2002  | 2003  | 2004   | 2005 | 2006  | 2007   | 2008   | 2009   |
| ----- | ----- | ----- | ----- | ------ | ---- | ----- | ------ | ------ | ------ |
| 40,00 | 57,50 | 20,00 | 29,90 | 109,00 | —    | 84,90 | 107,90 | 171,00 | 192,80 |

| 2010   | 2011   | 2012   | 2013   | 2014   | 2015   | 2016   | 2017   | 2018   | 2019   |
| ------ | ------ | ------ | ------ | ------ | ------ | ------ | ------ | ------ | ------ |
| 150,40 | 220,50 | 176,70 | 207,90 | 273,60 | 250,40 | 259,20 | 250,50 | 392,00 | 462,50 |

| 2020   | 2021   | 2022   |  |  |  |  |  |  |  |
| ------ | ------ | ------ |  |  |  |  |  |  |  |
| 517,10 | 436,40 | 263,70 |  |  |  |  |  |  |  |

## Circulación
El Banco de la República informó que a finales de 2022, 1723,4 millones de billetes de 50 000 pesos colombianos estaban en circulación en Colombia, que representan 86 171 977 millones de pesos colombianos.
| 2005      | 2006       | 2007       | 2008       | 2009       | 2010       | 2011       | 2012       |
| --------- | ---------- | ---------- | ---------- | ---------- | ---------- | ---------- | ---------- |
| 7 924 507 | 11 682 484 | 14 768 231 | 18 318 542 | 20 731 555 | 24 656 913 | 28 697 501 | 31 530 852 |

| 2013       | 2014       | 2015       | 2016       | 2017       | 2018       | 2019       | 2020       |
| ---------- | ---------- | ---------- | ---------- | ---------- | ---------- | ---------- | ---------- |
| 36 142 840 | 42 289 862 | 51 276 862 | 53 381 156 | 57 245 411 | 62 063 556 | 70 642 239 | 88 900 782 |

| 2021       | 2022       |  |  |  |  |  |  |
| ---------- | ---------- |  |  |  |  |  |  |
| 94 777 074 | 86 171 977 |  |  |  |  |  |  |

| 2005  | 2006  | 2007  | 2008  | 2009  | 2010  | 2011  | 2012  |
| ----- | ----- | ----- | ----- | ----- | ----- | ----- | ----- |
| 158,5 | 233,6 | 295,4 | 366,4 | 414,6 | 493,1 | 574,0 | 630.6 |

| 2013  | 2014  | 2015   | 2016   | 2017   | 2018   | 2019   | 2020   |
| ----- | ----- | ------ | ------ | ------ | ------ | ------ | ------ |
| 722,9 | 845,8 | 1025,5 | 1067,6 | 1144,9 | 1241,3 | 1412,8 | 1778,8 |

| 2021   | 2022   |  |  |  |  |  |  |
| ------ | ------ |  |  |  |  |  |  |
| 1895,5 | 1723,4 |  |  |  |  |  |  |

| Emisión | Impresión               | Modificaciones con respecto a la edición anterior                                                                                                   |
| ------- | ----------------------- | --- |
| 1       | 7 de agosto de 2000     | |
| 2       | 1 de mayo de 2001       | El lugar de publicación «Santa Fe de Bogotá» no aparece, a comparación de la versión anterior.                                                      |
| 3       | 23 de julio de 2001     | |
| 4       | 15 de mayo de 2002      | |
| 5       | 20 de junio de 2003     | |
| 6       | 9 de marzo de 2005      | La firma de Miguel Urrutia Montoya es sustituida por la del nuevo director general del Banco de la República de Colombia, José Darío Uribe Escobar. |
| 7       | 6 de febrero de 2006    | |
| 8       | 23 de noviembre de 2006 | |
| 9       | 24 de noviembre de 2006 | |
| 10      | 22 de agosto de 2007    | |
| 11      | 4 de septiembre de 2008 | |
| 12      | 5 de septiembre de 2008 | |
| 13      | 25 de agosto de 2009    | |
| 14      | 26 de agosto de 2009    | |
| 15      | 27 de agosto de 2009    | |
| 16      | 7 de agosto de 2010     | |
| 17      | 8 de agosto de 2010     | |
| 18      | 26 de agosto de 2011    | La firma de Gerardo Hernández Correa se sustituye por la del nuevo Director Ejecutivo del Banco de la República de Colombia, José Tolosa Buitrago.  |
| 19      | 27 de agosto de 2011    | |
| 20      | 28 de agosto de 2011    | |
| 21      | 24 de agosto de 2012    | |
| 22      | 25 de agosto de 2012    | |
| 23      | 7 de septiembre de 2013 | |
| 24      | 8 de septiembre de 2013 | |
| 25      | 9 de septiembre de 2013 | |
| 26      | 5 de agosto de 2014     | |
| 27      | 6 de agosto de 2014     | |

## Medidas contra la falsificación
El director del Banco de la República de Colombia, José Darío Uribe, lanzó la campaña Billetes y monedas: valor y arte en 2010 para que los ciudadanos puedan detectar falsificaciones. A través de una serie de talleres, cajeros, comerciantes, conductores de servicios públicos, y en general, todos aquellos que pueden estar expuestos a recibir dinero falsificado fueron capacitados para reconocer el dinero falsificado. Al final de esta capacitación, recibieron como certificado una calcomanía para exhibir en su tienda y en sus cajas registradoras a fin de ahuyentar a los posibles traficantes de dinero falsificados. Según José Darío Uribe, «Las diversas campañas educativas que ha llevado a cabo el Banco de la República han reducido la cantidad de billetes falsos en Colombia». El Banco de la República recomienda reconocer los billetes falsos por el simple método de «Tocar, mirar y girar».